# Waiting All Night
«Waiting All Night» — песня английской драм-н-бейс-группы Rudimental, при участии британской певицы Эллы Эйр.
Сингл получил платиновую сертификацию в Австралии и Великобритании, золотую сертификацию в Бельгии и Новой Зеландии и достиг первого места в британском и второго в шотландском чартах.
Совместную смешанную мэшап-версию песни группа исполнила вместе с инди-группой Bastille и их песней «Pompeii» во время выступления на церемонии 2014 BRIT Awards (и эта версия вошла в чарт UK Singles Chart на позицию № 21), где оригинальная версия Rudimental выиграла награду British Single of the Year.

## История
Официальное музыкальное видео было загружено 4 апреля 2013 года на канал YouTube и навеяно жизненным путём американского BMX-чемпиона и актёра Курта Ягера, который стал инвалидом, попав в катастрофу в 2006 году. Режиссёр клипа Nez Khammal.

## Награды и номинации
| Год              | Номинируемая работа | Категория                  | Результат | Ссылки |
| ---------------- | ------------------- | -------------------------- | --------- | ------ |
| 2014 BRIT Awards | «Waiting All Night» | British Single of the Year | Победа    | [ 8 ]  |

## Чарты
| Чарт (2013)                                | Высшая позиция |
| ------------------------------------------ | -------------- |
| Австралия (ARIA)                           | 6              |
| Австрия (Ö3 Austria Top 40)                | 37             |
| Бельгия/Фландрия (Ultratop 50)             | 13             |
| Бельгия/Валлония (Ultratip Bubbling Under) | 28             |
| Чехия (Rádio — Top 100)                    | 4              |
| Чехия (Singles Digitál Top 100)            | 45             |
| Европа (Billboard Euro Digital Song Sales) | 2              |
| Франция (SNEP)                             | 89             |
| Венгрия (Dance Top 40)                     | 36             |
| Венгрия (Rádiós Top 40)                    | 3              |
| Исландия (Tónlist)                         | 16             |
| Ирландия (IRMA)                            | 4              |
| Новая Зеландия (Recorded Music NZ)         | 9              |
| Нидерланды (Dutch Top 40)                  | 19             |
| Нидерланды (Single Top 100)                | 26             |
| Польша (Polish Airplay Top 100)            | 4              |
| Шотландия (OCC Scotland)                   | 2              |
| Словакия (Rádio — Top 100)                 | 37             |
| Швейцария (Schweizer Hitparade)            | 67             |
| Великобритания (OCC UK Dance)              | 1              |
| Великобритания (OCC UK Singles)            | 1              |

## Сертификация
| Регион | Сертификация  | Продажи   |
| --- | ------------- | --------- |
| Австралия (ARIA) | Платиновый    | 70 000^   |
| Бельгия (BEA) | Золотой       | 15 000*   |
| Новая Зеландия (RMNZ) | 3× Платиновый | 90 000    |
| Великобритания (BPI) | 3× Платиновый | 1 800 000 |
| * Данные о продажах приведены только на основе сертификации. · ^ Данные о тиражах приведены только на основе сертификации. · Данные о продажах + прослушиваниях приведены только на основе сертификации. |               |           |